# Мянтсяля

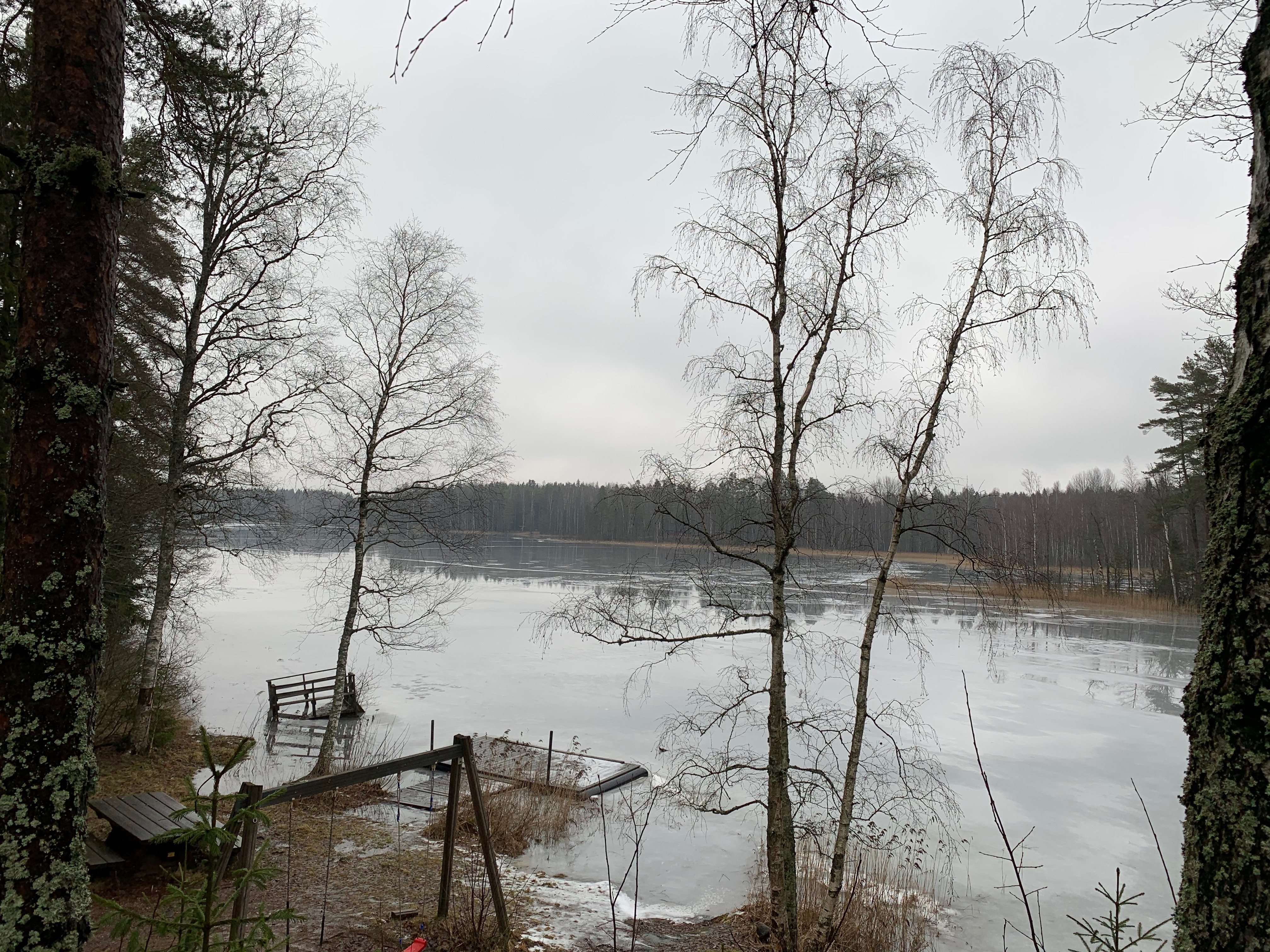
озеро Кераваньярви

Мянтсяля (фин. Mäntsälä) — община на юге Финляндии, в провинции Уусимаа. Расположена примерно в 60 км к северу от Хельсинки, на полпути между столичной агломерацией и городом Лахти.
Население составляет 20 141 человек (на 31 января 2012 года); площадь — 596,1 км². Плотность населения — 34,68 чел/км². Официальный язык — финский (родной для 97,5 % населения). В последние годы отмечается один из наиболее высоких в стране приростов населения.[сколько?]

## История
Община была основана в 1585 году в связи с постройкой первой церкви.
С 27 февраля по 6 марта 1932 года в Мянтсяля происходил вооружённый антиправительственный мятеж праворадикального Движения Лапуа.

## Население
Динамика численности населения:
- 1940: 7 739 чел
- 1950: 11 072 чел
- 1960: 10 932 чел
- 1970: 10 166 чел
- 1980: 11 267 чел
- 1990: 14 793 чел
- 2000: 16 628 чел
- 2007: 18 980 чел
- 2012: 20 141 чел

## Экономика
Дата-центр Яндекса. Отопление части домов проходит от дата-центра С апреля 2022 Дата-центр работает на дизель-генераторах В сентябре 2022 года активы Яндекса были арестованы